# Европско првенство у атлетици у дворани 1989 — скок удаљ за жене
Такмичење у скоку удаљ у женској конкуренцији на 20. Европском првенству у атлетици у дворани 1989. године одржано је 18. фебруара  у Хагу (Холандија).
Титулу европске првакиње освојену на Европском првенству у дворани 1988. у Лијевену  није бранила трострука победница Хајке Дрекслер из Источне Немачке.

## Земље учеснице
Учествовало је 8. скакачица удаљ из 6 земаља.
1. Италија (1)
2. Пољска (1)
3. Совјетски Савез (2)
4. Уједињено Краљевство (1)
5. Финска (1)
6. Холандија (2)

## Рекорди
| Рекорди пре почетка Европског првенства у дворани 1988.     | Рекорди пре почетка Европског првенства у дворани 1988. | Рекорди пре почетка Европског првенства у дворани 1988. | Рекорди пре почетка Европског првенства у дворани 1988. | Рекорди пре почетка Европског првенства у дворани 1988. | Рекорди пре почетка Европског првенства у дворани 1988. |
| ----------------------------------------------------------- | ------------------------------------------------------- | ------------------------------------------------------- | ------------------------------------------------------- | ------------------------------------------------------- | ------------------------------------------------------- |
| Светски рекорд                                              | Хајке Дрекслер                                          | Источна Немачка                                         | 7,37                                                    | Беч (Аустрија).                                         | 13. фебруар 1988.                                       |
| Европски рекорд у дворани                                   | Хајке Дрекслер                                          | Источна Немачка                                         | 7,37                                                    | Беч (Аустрија).                                         | 13. фебруар 1988.                                       |
| Рекорди европских првенстава у дворани                      | Хајке Дрекслер                                          | Источна Немачка                                         | 7,30'                                                   | Будимпешта, Мађарска                                    | 5. март 1988.                                           |
| Најбољи светски резултат сезоне у дворани                   | Галина Чистјакова                                       | Совјетски Савез                                         | 7,30                                                    | Беч (Аустрија).                                         | 28. јануар 1989.                                        |
| Најбољи европски резултат сезоне у дворани                  | Галина Чистјакова                                       | Совјетски Савез                                         | 7,30                                                    | Беч (Аустрија).                                         | 28. јануар 1989.                                        |
| Рекорди после завршеног Европског првенства у дворани 1988. |                                                         |                                                         |                                                         |                                                         |                                                         |
| Нових рекорда није било.                                    |                                                         |                                                         |                                                         |                                                         |                                                         |

## Најбољи европски резултати у 1989 години
Десет најбољих европских такмичарки скоку удаљ у дворани 1989. године пре почетка првенства 4. марта 1988, имале су следећи пласман на европској и светској ранг листи. (СРЛ)  
| 1.  | Галина Чистјакова       | Совјетски Савез | 7,30 | 28. јануар  | 1. СРЛ НР |
| 2.  | Лариса Берожна          | Совјетски Савез | 7,20 | 14. фебруар | 2. СРЛ    |
| 3.  | Јоланда Чен             | Совјетски Савез | 7,02 | 4. фебруар  | 3. СР     |
| 4.  | Маријета Илку           | Румунија        | 6,92 | 10. фебруар | 4. СРЛ    |
| 5.  | Инеса Кравец            | Совјетски Савез | 6,88 | 4. фебруар  | 5. СРЛ    |
| 6.  | Ана Бирјукова           | Совјетски Савез | 6,84 | 24. фебруар | 6. СРЛ    |
| 7.  | Вали Јонеску−Константин | Румунија        | 6,86 | 8. фебруар  | 7. СРЛ    |
| 8.  | Мирела Дулгери Ренда    | Румунија        | 6,76 | 4. фебруар  | 8. СРЛ    |
| 9.  | Ана Деверјакина         | Совјетски Савез | 6,71 | 20. фебруар | 9. СРЛ {  |
| 10. | Ина Ласовска            | Источна Немачка | 6,83 | 7. јануар   | 10. СРЛ   |

Такмичарке чија су имена подебљана учествовале су на ЕП.

## Освајачице медаља
|                                   |                             |                         |
| Галина Чистјакова Совјетски Савез | Јоланда Чен Совјетски Савез | Рига Ропо Јунила Финска |

## Резултати

### Финале
| Пласман | Атлетичарка       | Земља                | ЛР   | ЛРС  | Резултат | Белешка |
| ------- | ----------------- | -------------------- | ---- | ---- | -------- | ------- |
|         | Галина Чистјакова | Совјетски Савез      | 7,30 | 7,30 | 6,98     |         |
|         | Јоланда Чен       | Совјетски Савез      | 7,05 | 7,05 | 6,86     |         |
|         | Рига Ропо Јунила  | Финска               | 6,56 | 6,56 | 6,62     | НР      |
| 4.      | Антонела Каприоти | Италија              | 6,72 | 6,56 | 6,62     |         |
| 5.      | Агата Карчмарек   | Пољска               | 6,69 |      | 6,56     |         |
| 6.      | Мери Berkeley     | Уједињено Краљевство | 6,50 |      | 6,33     |         |
| 7.      | Мери Хидинг       | Холандија            |      |      | 6,33     |         |
| 8.      | Марјон Вајнсма    | Холандија            |      |      | \|       |         |

Подебљани лични рекорди су и национални рекорди земље коју атлетичарка представља

## Укупни биланс медаља у скоку удаљ за жене после 20. Европског првенства у дворани 1970—1989.
|     | Земља                |    |    |    |    |
| --- | -------------------- | -- | -- | -- | -- |
| 1.  | Западна Немачка      | 4  | 4  | 2  | 10 |
| 2.  | Источна Немачка      | 4  | 3  | 3  | 10 |
| 3.  | Чехословачка         | 3  | 5  | 1  | 9  |
| 4.  | Совјетски Савез      | 3  | 4  | 3  | 10 |
| 5.  | Румунија             | 2  | 0  | 3  | 5  |
| 6.  | Пољска               | 1  | 1  | 3  | 5  |
| 7.  | Швајцарска           | 1  | 1  | 1  | 3  |
| 8.  | Уједињено Краљевство | 1  | 0  | 1  | 2  |
| 9.  | Бугарска             | 1  | 0  | 0  | 1  |
| 10. | Мађарска             | 0  | 2  | 0  | 2  |
| 11. | Италија              | 0  | 0  | 1  | 1  |
| 11. | Финска               | 0  | 0  | 1  | 1  |
| 11. | Шведска              | 0  | 0  | 1  | 1  |
|     | Укупно {13}          | 20 | 20 | 20 | 60 |

| 1.  | Хајке Дрекслер      | Источна Немачка | 3 | 0 | 2 | 5 |
| 2   | Јармила Нигринова   | Чехословачка    | 2 | 3 | 1 | 6 |
| 3.  | Галина Чистјакова   | Совјетски Савез | 2 | 2 | 0 | 4 |
| 4.  | Ева Муркова         | Чехословачка    | 1 | 2 | 0 | 3 |
| 5.  | Мета Антенен        | Швајцарска      | 1 | 1 | 1 | 3 |
| 6.  | Хајде Розендал      | Западна Немачка | 1 | 1 | 0 | 2 |
| 6.  | Лидија Алфејева     | Совјетски Савез | 1 | 1 | 0 | 2 |
| 6.  | Карин Хенел         | Западна Немачка | 1 | 1 | 0 | 2 |
| 9.  | Виорика Вископољану | Румунија        | 1 | 0 | 1 | 2 |
| 9.  | Сабине Евертс       | Западна Немачка | 1 | 0 | 1 | 2 |
| 11. | Илдико Ердељи       | Мађарска        | 0 | 2 | 0 | 2 |
| 12. | Хелга Ратке         | Источна Немачка | 0 | 1 | 1 | 2 |
| 13. | Мирослава Сарна     | Пољска          | 0 | 0 | 2 | 2 |